# The Teskey Brothers
The Teskey Brothers sind eine australische Bluesrock-Band. Den nationalen Durchbruch hatte das Quartett aus Melbourne 2017 mit dem Album Half Mile Harvest. Das Album Run Home Slow war 2019 ein internationaler Erfolg.

## Bandgeschichte
Die Band begann als Brüderduo von Josh und Sam Teskey, die als Teenager als Straßenmusiker durch ihre Heimatstadt Melbourne zogen. Ende der 2000er schlossen sie sich mit zwei Freunden, dem Bassisten Brendon Love und dem Schlagzeuger Liam Gough, als richtige Band zusammen und behielten den Namen The Teskey Brothers bei. Neben den Auftritten in den Pubs der Stadt waren sie auch Begleitband der Sängerin Ella Thompson.
Mitte der 2010er Jahre unterschrieben sie einen Plattenvertrag mit Glassnote Records und 2017 veröffentlichten sie ihr Debütalbum Half Mile Harvest. Auf Anhieb kamen sie damit in die Top 20 der australischen Charts. Nur eineinhalb Jahre später folgte das Album Run Home Slow, das im August 2019 international herauskam. In ihrer Heimat erreichten sie damit hinter Ed Sheeran Platz 2 der Charts. Auch in einigen europäischen Ländern wie Großbritannien und Deutschland schafften sie den Sprung in die Hitparaden. In den USA verpassten sie zwar die offiziellen Billboard 200, dafür kamen sie auf Platz 1 der Blues-Alben.
Das Album war mit einem alten Bandgerät des Typs Studer A80 und von Sam Teskey mit dem Produzenten Paul Butler (Michael Kiwanuka, Frank Turner) abgemischt worden. Dafür wurden sie in der Kategorie Produktion für einen Grammy Award nominiert und Sam Teskey bekam einen Aria-Award als bester Toningenieur. Arias, den höchsten australischen Musikpreis, bekamen die Teskey Brothers auch als beste Band und für das beste Bluesalbum des Jahres.
Im Frühjahr 2020 erschien ihr erstes Livealbum mit Songs aus den ersten beiden Alben, aufgenommen bei vier Auftritten im Forum Theatre in Melbourne im November des Vorjahres. Damit schafften sie es auf Platz 1 in Australien und bei den US-Blues-Alben noch einmal auf Platz 2. Es brachte der Band außerdem den vierten Aria-Award.
Ende 2020 nahm Sänger Josh Teskey solo zusammen mit dem Bluesmusiker Ash Grunwald das Album Push the Blues Away auf und kam damit erneut in die australischen Top 10.

## Diskografie

### Alben
| Jahr | Titel Interpreten                              | Höchstplatzierung, Gesamtwochen, AuszeichnungChartplatzierungen (Jahr, Titel, Interpreten, Platzierungen, Wochen, Auszeichnungen, Anmerkungen) | Höchstplatzierung, Gesamtwochen, AuszeichnungChartplatzierungen (Jahr, Titel, Interpreten, Platzierungen, Wochen, Auszeichnungen, Anmerkungen) | Höchstplatzierung, Gesamtwochen, AuszeichnungChartplatzierungen (Jahr, Titel, Interpreten, Platzierungen, Wochen, Auszeichnungen, Anmerkungen) | Höchstplatzierung, Gesamtwochen, AuszeichnungChartplatzierungen (Jahr, Titel, Interpreten, Platzierungen, Wochen, Auszeichnungen, Anmerkungen) | Anmerkungen |
| Jahr | Titel Interpreten                              | DE | CH | UK | AU | Anmerkungen |
| ---- | ---------------------------------------------- | --- | --- | --- | --- | ----------- |
| 2017 | Half Mile Harvest                              | — | — | — | AU18 (7 Wo.)AU |             |
| 2019 | Run Home Slow                                  | DE74 (1 Wo.)DE | CH78 (1 Wo.)CH | UK77 (1 Wo.)UK | AU2 (21 Wo.)AU |             |
| 2020 | Live at the Forum                              | — | — | — | AU1 (3 Wo.)AU | Livealbum   |
| 2020 | Push the Blues Away Josh Teskey & Ash Grunwald | — | — | — | AU8 (1 Wo.)AU |             |
| 2021 | Live at Hamer Hall mit dem Orchestra Victoria  | — | — | — | AU11 (2 Wo.)AU |             |
| 2023 | The Winding Way                                | DE46 (1 Wo.)DE | — | UK50 (1 Wo.)UK | AU1 (2 Wo.)AU |             |

### Singles
- 2019: Carry You (AU: Gold)[5]